# Pat Green

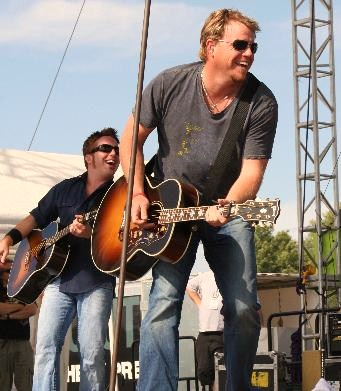
Pat Green im Juni 2008

Patrick Graven „Pat“ Green (* 5. April 1972 in San Antonio, Texas) ist ein US-amerikanischer Sänger der Texas-Country-Szene.

## Leben
Pat Green kam am 5. April 1972 in San Antonio als Sohn eines Theaterschauspielers auf die Welt. Seine ersten Jahre verbrachte er in Waco, Texas. In den 90er-Jahren arbeitete Green eine Zeit lang bei seinem Stiefvater im Büro, bevor dieser ihn im Jahr 1997 entließ. Das, so sagt Green heute, sei aber der entscheidende Schritt zu seiner professionellen Musikkarriere gewesen. Mit 18 Jahren begann er schließlich aufzutreten.
In Texas lebte er unter anderem in Austin, Lubbock und Dallas. Heute wohnt er mit seiner Frau Kori, seiner Tochter Rainey und seinem Sohn Kellis in Fort Worth, Texas. Er ist Fan der Texas Rangers, sein Song I Like Texas aus dem Jahr 1995 wird nach Heimsiegen der Mannschaft im Stadion gespielt.

## Karriere

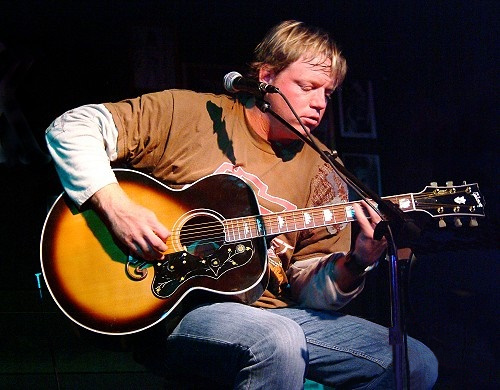
Pat Green in Santa Ynez, Kalifornien am 10. August 2004

Pat Green startete seine Musikkarriere bereits in jungen Jahren. Nachdem er zwischen 1995 und 2000 drei eher unbeachtete Alben selbst veröffentlichte, die er nur mit der Unterstützung seiner Eltern finanzieren konnte, und die sich trotz einer Zusammenarbeit mit dem Musikproduzenten Lloyd Maines nicht in den Charts platzieren konnten, unterschrieb er 2001 einen Vertrag bei der Universal Music Group.
Im Jahr 2001 veröffentlichte Green das Album Three Days, das auf Anhieb zum Erfolg wurde und sich in den Top 10 der Country-Charts platzieren konnte. Keine zwei Jahre später brachte Green Wave on Wave heraus, das zu seinem bislang größten Erfolg wurde. Mit jenem Album schaffte Green es zum bislang einzigen Mal in die Top 10 der Billboard 200 und erreichte außerdem Platz 2 der Genrecharts. Auch auf lange Sicht war die CD ein großer Erfolg und konnte sich mehr als 500.000-mal verkaufen, wofür Green im Februar 2004 die Goldene Schallplatte verliehen bekam. Die gleichnamige Single wurde zu einem seiner größten Hits und erreichte Platz 39 der Billboard Hot 100. Der Titel wurde von Richard Palmer 2005 gecovert.
Diesen Erfolg konnte er zwar nie ganz wiederholen, doch in den folgenden Jahren veröffentlichte er mehrere Alben, die sich ebenfalls gut verkauften. So erreichten die CDs Cannonball und What I'm For ebenfalls Platz 2 der Country-Hitparade. Heute gilt er als einer der bekanntesten texanischen Country-Sänger. Bei seiner neuen Plattenfirma öffnete er sich mit der Zeit immer mehr der kommerziellen Pop-Musik, was ihm letztlich sehr hohe Verkaufszahlen eingebracht hat. Diese Annäherung an den Mainstream hat ihm auch Kritik eingebracht, wenngleich ihm teilweise bescheinigt wird, noch recht unabhängig geblieben zu sein.

## Diskografie
Studioalben

| Jahr | Titel Musiklabel                         | Höchstplatzierung, Gesamtwochen, AuszeichnungChartplatzierungen (Jahr, Titel, Musiklabel, Platzierungen, Wochen, Auszeichnungen, Anmerkungen) | Höchstplatzierung, Gesamtwochen, AuszeichnungChartplatzierungen (Jahr, Titel, Musiklabel, Platzierungen, Wochen, Auszeichnungen, Anmerkungen) | Anmerkungen                             |
| Jahr | Titel Musiklabel                         | US | Country | Anmerkungen                             |
| ---- | ---------------------------------------- | --- | --- | --------------------------------------- |
| 1995 | Dancehall Dreamer selbst veröffentlicht  | — | — | Erstveröffentlichung: 10. Dezember 1995 |
| 1997 | George’s Bar Green Horse                 | — | — | Erstveröffentlichung: 15. Juni 1997     |
| 2000 | Carry On Green Horse                     | — | — | Erstveröffentlichung: 22. Februar 2000  |
| 2001 | Three Days Universal                     | US86 (3 Wo.)US | Country7 (68 Wo.)Country | Erstveröffentlichung: 16. Oktober 2001  |
| 2003 | Wave on Wave Universal                   | US10 Gold · (24 Wo.)US | Country2 (49 Wo.)Country | Erstveröffentlichung: 15. Juli 2003     |
| 2004 | Lucky Ones Universal                     | US28 (5 Wo.)US | Country6 (36 Wo.)Country | Erstveröffentlichung: 19. Oktober 2004  |
| 2006 | Cannonball Sony Music                    | US20 (6 Wo.)US | Country2 (31 Wo.)Country | Erstveröffentlichung: 22. August 2006   |
| 2009 | What I’m For Sony Music                  | US18 (5 Wo.)US | Country2 (24 Wo.)Country | Erstveröffentlichung: 27. Januar 2009   |
| 2012 | Songs We Wish We’d Written II Sugar Hill | US59 (1 Wo.)US | Country15 (4 Wo.)Country | Erstveröffentlichung: 8. Mai 2012       |
| 2015 | Home Sony Music                          | US49 (1 Wo.)US | Country5 (2 Wo.)Country | Erstveröffentlichung: August 2015       |

## Auszeichnungen
Kritikerpreise
- 2003: Nominierung für den Grammy Award in der Kategorie „Beste männliche Gesangsdarbietung“ für Three Days
- 2004: Nominierung für den Grammy Award in der Kategorie „Bester Country-Song“ für Wave on Wave